# Skałka (Starachowice)
Skałka – osiedle administracyjne i mieszkaniowa część miasta Starachowice. Leży w środkowo-wschodniej części miasta.

## Charakterystyka zabudowy
Występuje tu zabudowa wielo- i jednorodzinna. Bloki mieszkalne wybudowano w latach 80. XX wieku. 

## Infrastruktura i usługi
Na terenie Skałki zlokalizowane są Przedszkola Miejskie nr 13 i 14, Szkoła Podstawowa nr 11. Przy szkołach są kompleksy obiektów sportowych. Na terenie Skałki działa Państwowa Szkoła Muzyczna I stopnia oraz powiatowy Młodzieżowy Dom Kultury.